# Marsypophora dissimilipennis
Marsypophora dissimilipennis là một loài bướm đêm thuộc phân họ Arctiinae, họ Erebidae.